# Labruyère (Oise)
Labruyère ist eine französische Gemeinde mit 699 Einwohnern (Stand: 1. Januar 2022) im Département Oise in der Region Hauts-de-France. Sie gehört zum Arrondissement Clermont und zum Kanton Clermont (bis 2015: Kanton Liancourt). Labruyère gehört zum Gemeindeverband Communauté de communes du Liancourtois. Die Einwohner werden Labrurois genannt.

## Geographie

### Lage
Labruyère liegt etwa 50 Kilometer nördlich von Paris.

### Nachbargemeinden
|           | Catenoy                                     |               |
| Bailleval | Kompassrose, die auf Nachbargemeinden zeigt | Sacy-le-Grand |
|           | Rosoy                                       |               |

## Bevölkerungsentwicklung
| Jahr                      | 1962 | 1968 | 1975 | 1982 | 1990 | 1999 | 2006 | 2012 |
| Einwohner                 | 563  | 699  | 803  | 779  | 721  | 588  | 648  | 662  |
| Quelle: Cassini und INSEE |      |      |      |      |      |      |      |      |

## Sehenswürdigkeiten
- Kirche Saint-Pierre-Saint-Paul aus dem Jahre 1149

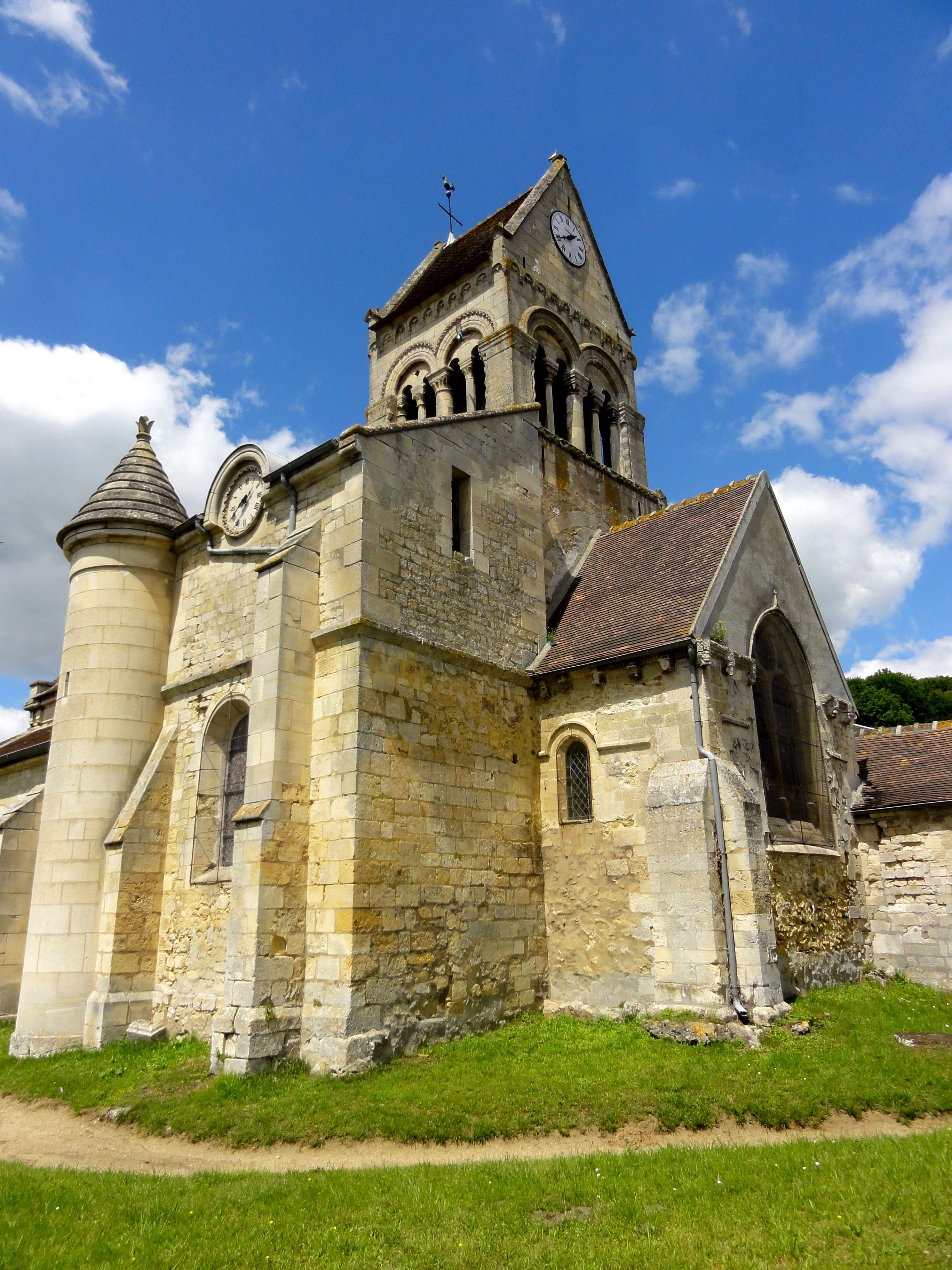
Kirche Saint-Pierre-Saint-Paul